# Аккан, Гёкхан (1998)
Гёкхан Аккан (тур. Gökhan Akkan; 30 августа 1998 года, Адана) — турецкий футболист, защитник клуба «Ени Малатьяспор».

## Клубная карьера
Гёкхан Аккан начинал заниматься футболом в клубе «Торослар Беледиеспор», а в 2011 году присоединился к команде «Мерсин Идманюрду». 3 апреля 2016 года он дебютировал за неё в турецкой Суперлиге, выйдя на замену в гостевом поединке против клуба «Истанбул Башакшехир». Спустя полтора месяца Аккан забил свой первый гол на высшем уровне, отметившись в домашнем матче с «Бурсаспором». «Мерсин Идманюрду» по итогам того сезона вылетел в Первую лигу, а спустя год — и во Вторую.
В начале 2018 года Гёкхан Аккан перешёл в клуб Суперлиги «Ени Малатьяспор». Вторую половину сезона 2018/2019 он на правах аренды провёл за команду Первой лиги «Элязыгспор».